# Perdita mitchelli
Perdita mitchelli là một loài Hymenoptera trong họ Andrenidae. Loài này được Timberlake mô tả khoa học năm 1947.